# Ingenheim
Ingenheim es una localidad y comuna francesa situada en el departamento de Bajo Rin, en la región de Alsacia.
| 279 | 307 | 304 | 302 | 296 | 301 |
| Para los censos de 1962 a 1999 la población legal corresponde a la población sin duplicidades (Fuente: INSEE [Consultar]) |     |     |     |     |     |